# Wacław Pintal
Wacław Pintal (ur. 4 lutego 1957 w Stalowej Woli) – polski fotoreporter, dziennikarz, były redaktor naczelny Tygodnika Nadwiślańskiego.

## Życiorys
Od początku istnienia pisma (1981) był fotoreporterem, w czasie późniejszym dziennikarzem oraz redaktorem naczelnym Tygodnika Nadwiślańskiego (w latach 2015–2018). W 1976 roku został absolwentem Szkoły Fotograficznej w Łodzi. W 1977 roku rozpoczął pracę jako instruktor do spraw fotografii w ówczesnym Wojewódzkim Domu Kultury – obecnie Tarnobrzeskim Domu Kultury. Jest autorem i współautorem wielu wystaw fotograficznych; indywidualnych i zbiorowych o tematyce społecznej, religijnej i kulturalnej. Jest obserwatorem życia społecznego, dokumentalistą najważniejszych wydarzeń sportowych, kulturalnych i religijnych w regionie.  
Wacław Pintal jest autorem wielu publikacji fotograficznych, prasowych – m.in. w Polityce, Prometeju, Życiu na gorąco, Gościu Niedzielnym i Tygodniku Nadwiślańskim. Uczestniczył w pracach jury, w wielu konkursach fotograficznych. Odznaczony Brązowym Krzyżem Zasługi. W 2017 roku został uhonorowany tytułem Zasłużony Tarnobrzeżanin. W latach 2019–2022 współpracował z Telewizją Lokalną (TVL) w Tarnobrzegu, gdzie prowadził program publicystyczny Pytamy wprost. 

## Wybrane wystawy
- Tarnobrzeg u schyłku PRL-u (2007)[15]
- Niech się święci – tarnobrzeskie pochody (2008)[16]
- Żywe  wspomnienie – 10 rocznica wizyty Jana Pawła II w Sandomierzu (2009)[17][18]
- Powódź 2010 (2011)[19][20][21]
- Wizyta Jana Pawła II w Sandomierzu 1999 (2016)[22]

## Odznaczenia
- Brązowy Krzyż Zasługi[12]
- Odznaka „Zasłużony Tarnobrzeżanin” (2017)[12]